# Kleine Scheidegg
Kleine Scheidegg ligger i den schweiziske kanton Bern. Kleine Scheidegg er navnet på det bjergpas, hvor banegården af samme navn ligger. I tilknytning til banegården er der opført yderligere et par bygninger, men nogen egentlig by er der ikke tale om.
Pashøjden er 2.061 m.o.h., og passet ligger mellem Eiger og Lauberhorn i Berner Oberland. Passet forbinder Grindelwald med Lauterbrunnental. Kleine Scheidegg betyder 'Lille vandskel' og indikerer, at to forskellige arme af floden Lütschine udgår herfra, nemlig sydpå Weissen Lütschine, og nordpå Schwarzen Lütschine.

## Trafikknudepunkt
I passet ligger jernbanestationen og et hotel, Hotel Bellevue des Alpes, samt et par souvenirbutikker og mindre spisesteder. Jernbanestationen betjener to jernbaner: Wengernalpbahn (indviet 1893) og Jungfraubahn (indviet 1896). Wengernalpbahn har endestationer på begge sider af passet, på nordsiden Grindelwald og på sydsiden Lauterbrunnen i bunden af Lauterbrunnental. Jungfraubahn har endestation i Kleine Scheidegg, hvorfra sporene kort efter (umiddelbart under Eiger-gletsjeren) via en tunnel er ført inde i bjergene Eiger og Mönch for at ende ved Europas højestbeliggende jernbanestation, Jungfraujoch Banegård ved Jungfraujoch.

### Sporene
De to forskellige jernbaneselskaber anvender ikke hinandens spor, idet Jungfraubahn har en sporvidde på 1.000 mm, mens Wengernalpbahns sporvidde er 800 mm. Begge baner er tandhjulsbaner og drives elektrisk, men ved hver sin driftspænding.
Kleine Scheidegg ligger midt på Wengernalpbahn, så der er lavet et trekantet sidespor, delvist ind i bjerget. Herved er det muligt at vende hele togstammen eller dele heraf. Denne konstruktion anvendes, når toget ikke kan køre hele strækningen fx på grund af meget sne.

## Billedgalleri
- Tog fra Jungfraubahn i Kleine Scheidegg
- Sneslynge fra Jungfraubahn i Kleine Scheidegg
- Tog fra Wengernalpbahn i Kleine Scheidegg
- Kleine Scheidegg banegård og hotel m.v.
- Tog fra Jungfraubahn ved banegården i Kleine Scheidegg
- Banegården med Eiger i baggrunden, august 2007
- Kleine Scheidegg